# Тарік Казі
Тарік Казі (нар. 6 жовтня 2000, Тампере, Фінляндія) — фінський та бангладеський футболіст, захисник клубу «Башундхара Кінгс» та національної збірної Бангладеш.

## Особисте життя
Народився у Тампере, мати — фінка, батько — бангладешець. Тарік, який на юнацькому рівні представляв Фінляндію, також має паспорт Бангладеш завдяки родинним зв'язкам.

## Клубна кар'єра

### «Ільвес»
Футбольну кар'єру розпочав у Футбольній лізі Ільвес, зіграв 15 матчів у Вейккауслізі за першу команду клубу. У сезоні 2018/19 років зіграв 3 матчі у вищому дивізіоні фінського чемпіонату, 5 матчів у кубку Фінляндії та 12 матчів за другу команду «Ільвеса». 
19 липня 2018 року став першим футболістом з Бангладеш, який зіграв у Лізі Європи.

### «Башундхара Кінгс»
12 листопада 2019 року офіційно оголошено, що Казі переходить з «Ільвеса» в «Башундхара Кінгс», діючого чемпіона Бангладеш, при цьому захисник підписав трирічний контракт (який включає опції). Його право представництва негайно передається його новому клубу. «Рисі» отримали компенсацію за перехід.
20 лютого 2020 року дебютував за нову команду в Прем'єр-лізі в поєдинку проти «Бангладеш Поліс».

## Досягнення

### Клубні
«Ільвес»
- Кубок Фінляндії
  -  Володар (1): 2019

«Башундхара Кінгс»
- Кубок Бангладеш
  -  Володар (3): 2020-21, 2023-24, 2024-25
- Чемпіонат Бангладеш
  -  Володар (4): 2021, 2022, 2023-24, 2024-25